# Wybory parlamentarne w Polsce w 2007 roku
Wybory parlamentarne w Polsce w 2007 roku – wybory do Sejmu i Senatu zostały przeprowadzone 21 października 2007, w związku z podjęciem przez Sejm Rzeczypospolitej Polskiej V kadencji Uchwały z dnia 7 września 2007 r. w sprawie skrócenia kadencji Sejmu Rzeczypospolitej Polskiej i wydanym w jej następstwie przez Prezydenta Rzeczypospolitej Polskiej postanowienia.
Wybory te zakończyły się zwycięstwem Platformy Obywatelskiej. W wyniku wyborów do Sejmu weszły 4 komitety wyborcze oraz poseł Mniejszości Niemieckiej, a pod progiem wyborczym znalazło się pięć list wyborczych (w tym trzy, których poparcie wynosiło poniżej 1% głosów). Do Senatu natomiast weszli kandydaci PO i PiS oraz kandydat niezależny Włodzimierz Cimoszewicz (członek SLD). Po wyborach PO zawarła koalicję z Polskim Stronnictwem Ludowym. Premierem został przewodniczący PO Donald Tusk (zaczął funkcjonować pierwszy rząd Donalda Tuska). Stanowisko wicepremiera i ministra gospodarki przypadło Waldemarowi Pawlakowi (prezesowi PSL).

## Termin wyborów
Zgodnie z Konstytucją Rzeczypospolitej Polskiej, termin wyborów w przypadku podjęcia uchwały o skróceniu kadencji Sejmu przez Izbę wyznaczany jest przez Prezydenta RP na dzień przypadający nie później niż w ciągu 45 dni od dnia jej podjęcia (art. 98 ust. 5 w zw. z art. 98 ust. 3 Konstytucji). Prezydent Lech Kaczyński postanowieniem z dnia 7 września 2007 wyznaczył termin wyborów do Sejmu i Senatu na 21 października 2007.

## Kampania wyborcza
Kampania wyborcza zgodnie z przepisami ordynacji wyborczej do Sejmu i Senatu rozpoczęła się o północy 8 września 2007 i trwała do północy 19 października 2007.
17 września 2007 upłynął termin zgłaszania do Państwowej Komisji Wyborczej zawiadomień o utworzeniu komitetów wyborczych oraz kandydatur.
26 września 2007 upłynął termin, w którym PKW przyjmowała celem rejestracji listy z kandydatami.
O 460 miejsc w Sejmie ubiegało się 6189 osób (13,45 osoby na miejsce).
O 100 miejsc w Senacie ubiegało się 386 osób (3,86 osoby na miejsce).

## Przebieg kampanii wyborczej
- Jeszcze przed zarządzeniem wyborów, różne opcje polityczne w Polsce rozpoczęły działania utożsamiane z kampanią wyborczą. Pojawiły się pierwsze plakaty i telewizyjne spoty partii politycznych (m.in. czarno-białe plakaty Platformy Obywatelskiej z hasłami takimi jak pogarda bądź agresja i następnie biało-niebieskie plakaty z napisami spokój, szacunek i budowanie, czy też plakat z napisem Rządzi PiS, a Polakom wstyd oraz spoty Lewicy i Demokratów Zmień Polsce twarz).

7 września 2007
- Poseł Prawa i Sprawiedliwości Antoni Mężydło ogłosił opuszczenie szeregów partii i start w wyborach z list Platformy Obywatelskiej[9].
- Przed głosowaniem nad skróceniem kadencji, na sali sejmowej odbyła się debata z udziałem przedstawicieli wszystkich ugrupowań Sejmu. Swoje przemówienia zaprezentowali kolejno: Marek Kuchciński (PiS), Bronisław Komorowski (PO), Janusz Maksymiuk (Samoobrona RP), Roman Giertych (LPR), Jacek Kurski (PiS, sprostowanie do wystąpienia Romana Giertycha), Waldemar Pawlak (PSL), Gabriela Masłowska (RLN), Marek Jurek (Prawica Rzeczypospolitej), Zygmunt Wrzodak (niezrz., NKP), Marian Daszyk (niezrz., NKP), Jacek Kurski (kolejne sprostowanie) i Alfred Budner (niezrz., Samoobrona Odrodzenie).
- Sejm przyjął uchwałę o skróceniu kadencji. Za było 377 posłów, przeciw – 54, 20 się wstrzymało[10].
- Prezydent RP zarządził wybory do Sejmu i Senatu na 21 października 2007.

8 września 2007
- W Dzienniku Ustaw opublikowano postanowienie Prezydenta RP zarządzające wybory do Sejmu i Senatu.
- Oficjalny początek kampanii wyborczej.

9 września 2007
- Swoją kampanię oficjalnie rozpoczął komitet Lewica i Demokraci (SLD, SDPL, PD i UP). Jako lider LiD wystąpił Aleksander Kwaśniewski. Zapowiedziano także, że z list LiD nie wystartuje Leszek Miller, a liderem łódzkiej listy LiD będzie Wojciech Olejniczak.
- Minister finansów Zyta Gilowska została przedstawiona jako kandydat PiS na listach wyborczych w Poznaniu[11].

10 września 2007
- Państwowa Komisja Wyborcza zarejestrowała pierwsze komitety wyborcze, m.in. PiS, LiD oraz PSL.
- Poseł Robert Strąk poinformował, że z list Ligi Polskich Rodzin wystartują także kandydaci Unii Polityki Realnej oraz Prawicy Rzeczypospolitej, a komitet będzie promowany pod nazwą Liga Prawicy Rzeczypospolitej[12].

12 września 2007
- Lider Prawicy Rzeczypospolitej Marek Jurek zapowiedział start do Senatu jako kandydat komitetu związanego z własną partią.
- Były minister obrony narodowej, senator PiS Radosław Sikorski, zapowiedział start do Sejmu z listy PO.

13 września 2007
- Rozpoczęto nadawanie pierwszych spotów telewizyjnych PiS, pt. Układy.

14 września 2007
- Samoobrona RP rozpoczęła kampanię wyborczą i zaprezentowała swoje hasło O prawdę i godność[13].
- PO zaprezentowała spoty wyborcze z udziałem liderów partii oraz z hasłem By żyło się lepiej. Wszystkim[14].
- PiS ogłosiło swoje hasło wyborcze Zlikwidujemy korupcję[15]
- Nelli Rokita, żona polityka PO Jana Rokity, została doradcą Prezydenta RP do spraw kobiet[16]
- Jan Rokita ogłosił, że nie będzie kandydował do parlamentu[17].

15 września 2007
- Pod hasłem Porozumienie Służy Ludziom PSL rozpoczęło kampanię wyborczą[18].
- Marszałek Senatu Bogdan Borusewicz został ogłoszony kandydatem PO na senatora w okręgu gdańskim[19].
- Jeden z liderów UPR Janusz Korwin-Mikke poinformował, że zostanie liderem gdańskiej listy LPR[20].

18 września 2007
- Zarząd Platformy Obywatelskiej zdecydował, że z pierwszego miejsca na krakowskiej liście wyborczej partii wystartuje do Sejmu Jarosław Gowin[21].
- Kampanię wyborczą rozpoczęła Partia Kobiet. Liderki partii zaprezentowały plakaty, spoty oraz hasła wyborcze (m.in. Wszystko dla przyszłości)[22].

19 września 2007
- Państwowa Komisja Wyborcza zakończyła rejestrację komitetów wyborczych.

20 września 2007
- Leszek Miller ogłosił start w wyborach z łódzkiej listy Samoobrony i stworzenie nowej partii o nazwie Polska Lewica[23].

21 września 2007
- Waldemar Pawlak poinformował, że z pierwszego miejsca na warszawskiej liście PSL wystartuje Łukasz Foltyn[24].
- Polska Agencja Prasowa podała, że Nelli Rokita wystartuje z drugiego miejsca na warszawskiej liście PiS[25].

23 września 2007
- Aleksander Kwaśniewski został zaprezentowany jako kandydat na Premiera z ramienia LiD[26].

25 września 2007
- Zaprezentowana została kandydatura Macieja Płażyńskiego, z pierwszego miejsca listy PiS w Gdańsku[27].

26 września 2007
- Andrzej Lepper poinformował o starcie Piotra Ikonowicza, z pierwszego miejsca na liście Samoobrony w Warszawie[28].
- Krajowa Partia Emerytów i Rencistów zapowiedziała wycofanie się z kampanii wyborczej[29].

24–28 września 2007
- Wizyta Nelli Rokity w Chicago i spotkanie z tamtejszą Polonią. Kandydatka towarzyszyła prezydentowi RP Lechowi Kaczyńskiemu podczas jego pobytu w USA.

27 września 2007
- „Gazeta Wyborcza” poinformowała o tym, że posłanka Samoobrony Renata Beger rzekomo kupowała podpisy poparcia na listach partii[30].

29 września 2007
- Wizyta lidera Platformy Obywatelskiej Donalda Tuska w Londynie, Glasgow i Dublinie. Spotkanie z polskimi pracownikami i Ireną Anders[31].

1 października 2007

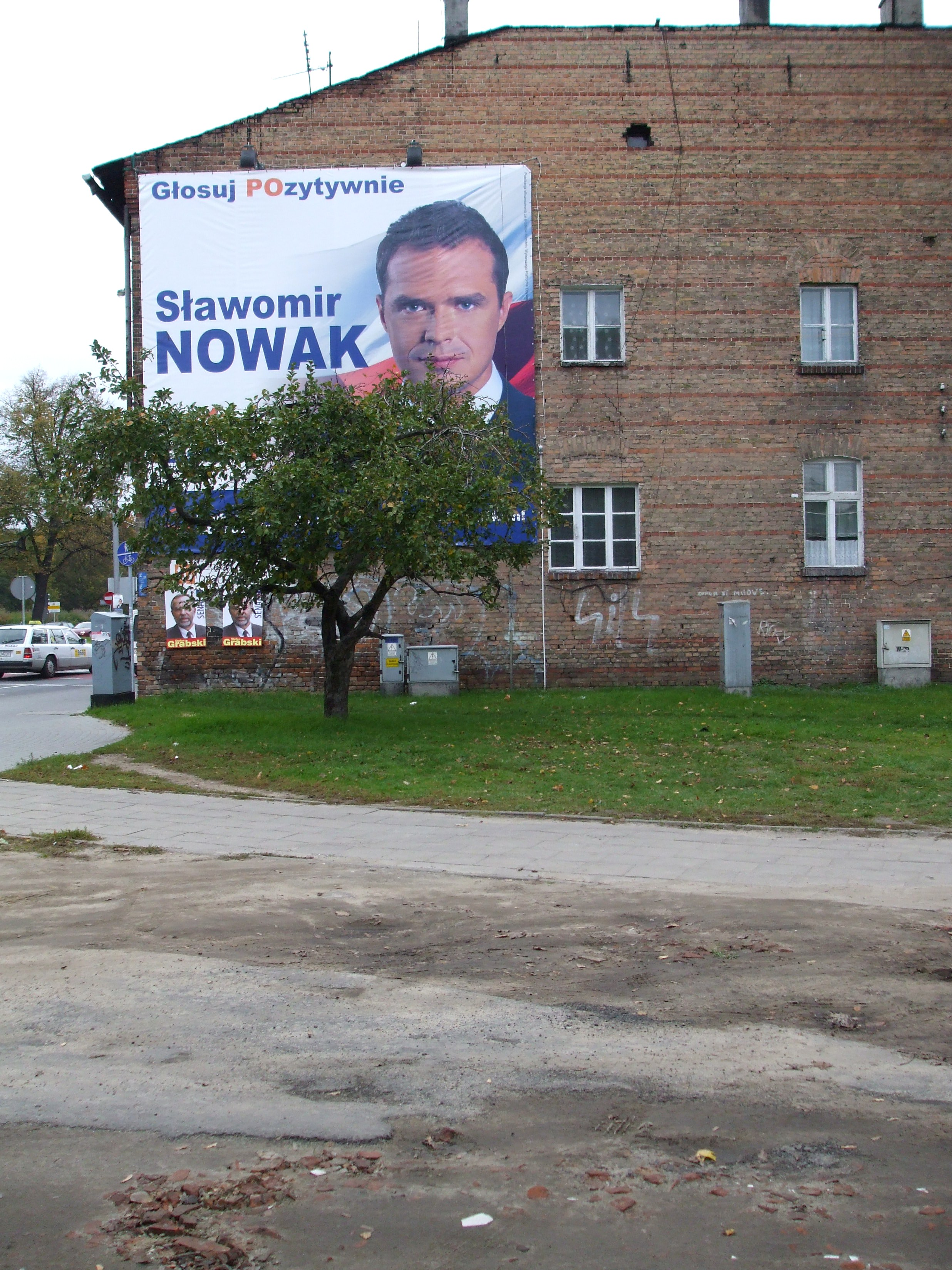
Kampania wyborcza

- O godz. 20:00 odbyła się debata telewizyjna pomiędzy Jarosławem Kaczyńskim (prezesem PiS, premierem) oraz Aleksandrem Kwaśniewskim (liderem Koalicyjnego Komitetu Wyborczego Lewica i Demokraci, byłym prezydentem)[32].

3 października 2007
- Platforma Obywatelska podpisała porozumienie o współpracy z Solidarnością Leśników[33].

8 października 2007
- Emisja pierwszych audycji komitetów wyborczych w publicznych mediach.

9 października 2007
- Zaprezentowano honorowy komitet poparcia Platformy Obywatelskiej na czele z Władysławem Bartoszewskim, w skład którego weszli przedstawiciele nauki, kultury i sportu, m.in. Andrzej Zoll, Olaf Lubaszenko i Tomasz Frankowski.

12 października 2007
- Odbyła się debata telewizyjna pomiędzy Jarosławem Kaczyńskim (prezesem PiS, premierem) oraz Donaldem Tuskiem (przewodniczącym PO, byłym wicemarszałkiem Senatu i Sejmu).

15 października 2007
- Odbyła się debata telewizyjna pomiędzy Romanem Giertychem (szefem LPR, byłym wicepremierem) oraz Leszkiem Millerem (kandydatem Samoobrony RP do Sejmu, byłym premierem)[34].
- Odbyła się debata telewizyjna debata telewizyjna pomiędzy Aleksandrem Kwaśniewskim oraz Donaldem Tuskiem[35].

16 października 2007
- Szef Centralnego Biura Antykorupcyjnego zorganizował konferencję prasową, prezentując materiały dotyczące przyjęcia przez ówczesną posłankę PO Beatę Sawicką łapówki[36]. W opinii opozycji i części komentatorów było to wmieszanie CBA w kampanię wyborczą, mające na celu zdyskredytowanie PO, czemu zaprzeczył następnie szef CBA Mariusz Kamiński, twierdząc, że celem była obrona wizerunku instytucji publicznej, którą kieruje oraz udowodnienie, wbrew zarzutom opozycji, że termin zatrzymania posłanki, tj. 1 października 2007, wynikał bezpośrednio z żądań skorumpowanej posłanki. Stwierdził też, że nie chciał ujawniać materiałów ze śledztwa opinii publicznej przed wyborami i w tym celu dwukrotnie prosił o zwołanie niejawnego posiedzenia sejmowej Komisji do Spraw Służb Specjalnych, na zwołanie której nie zgodził się jej szef pochodzący z PO, a na której chciał przedstawić posłom okoliczności zatrzymania posłanki.
- Platforma Obywatelska podpisała ze związkiem zawodowym w PGNiG umowę, na podstawie której związek udzieli w nadchodzących wyborach poparcia Platformie, a w zamian partia zobowiązała się do wydania 750 tys. darmowych akcji o wartości 4,4 mld złotych ponad 60 tys. byłych i obecnych pracowników firmy. W razie wygranej PO każdy z pracowników miałby otrzymać pakiet akcji o wartości ok. 75 tys. zł[37].

19 października 2007
- O godzinie 24:00 zakończyła się kampania wyborcza – rozpoczęła się cisza wyborcza[38].

21 października 2007
- O godzinie 6:00 rozpoczęło się głosowanie w wyborach parlamentarnych, które trwało do godz. 20:20. Pierwotnie głosowanie (a więc i cisza wyborcza) miało zakończyć się o 20:00, jednak w jednej z obwodowych komisji wyborczych w Pile głosowanie rozpoczęło się z dwugodzinnym opóźnieniem z powodu uszkodzenia pieczęci do stemplowania kart do głosowania. PKW podjęła decyzję o przedłużeniu głosowania w tej komisji o 20 minut; w Warszawie, Gdańsku i Poznaniu w kilku komisjach zabrakło kart do głosowania. Cisza wyborcza została przedłużona do 21:00, a potem przedłużona ponownie. W kolejnym komunikacie PKW podała, że cisza wyborcza została przedłużona do godziny 22:55[39].

## Komitety wyborcze do Sejmu i Senatu
|  | Nr listy | Komitet wyborczy                       | Lider | Lider                  | Hasła wyborcze                                                     | Kandydaci na posłów | Kandydaci na senatorów |
|  | -------- | -------------------------------------- | ----- | ---------------------- | ------------------------------------------------------------------ | ------------------- | ---------------------- |
|  | 2        | Polska Partia Pracy*                   |       | Bogusław Ziętek        | Wyższa płaca minimalna, krótszy tydzień pracy                      | 660                 | 0                      |
|  | 3        | Liga Polskich Rodzin*                  |       | Roman Giertych         | Silna rodzina, bezpieczna szkoła, niskie podatki                   | 903                 | 16                     |
|  | 6        | Prawo i Sprawiedliwość*                |       | Jarosław Kaczyński     | Zlikwidujmy korupcję                                               | 918                 | 87                     |
|  | 8        | Platforma Obywatelska RP*              |       | Donald Tusk            | By żyło się lepiej. Wszystkim                                      | 910                 | 85                     |
|  | 10       | Polskie Stronnictwo Ludowe             |       | Waldemar Pawlak        | Porozumienie Służy Ludziom                                         | 920                 | 52                     |
|  | 15       | Samoobrona Rzeczpospolitej Polskiej*   |       | Andrzej Lepper         | O prawdę i godność                                                 | 834                 | 20                     |
|  | 20       | KKW Lewica i Demokraci SLD+SDPL+PD+UP* |       | Aleksander Kwaśniewski | Zmień twarz, zmień Polsce twarz; Mądre rządy zamiast głupich wojen | 889                 | 71                     |

- PPP – Partia Zielonych, Unia Lewicy III RP, Komunistyczna Partia Polski, Polska Partia Socjalistyczna, Ruch Obrony Bezrobotnych, po 1 członku: Krajowe Forum Rencistów i Emerytów, Racja Polskiej Lewicy
- LPR – Unia Polityki Realnej, Prawica Rzeczypospolitej, Ruch Odbudowy Polski (2 członków), po 1 członku: Stronnictwo „Odrodzenie Rzeczypospolitej”, PiS
- PiS – Polskie Stronnictwo Ludowe „Piast”, Ruch Odbudowy Polski, Ruch Patriotyczny (w tym Ruch Katolicko-Narodowy), Ruch Ludowo-Narodowy, Partia Centrum, Samoobrona Odrodzenie, po 1 członku: Stronnictwo Konserwatywno-Ludowe, Stronnictwo Pracy, Organizacja Narodu Polskiego – Liga Polska, LPR
- PO – 1 członek Stronnictwa Demokratycznego
- PSL – Stronnictwo Demokratyczne (częściowo), Partia Dzieci i Młodzieży (1 członkini)
- Samoobrona RP – Narodowy Kongres Polski, 2 członków: Sojusz Lewicy Demokratycznej, po 1 członku: Nowa Lewica, Ruch Ludowo-Narodowy
- LiD (SLD+SDPL+PD+UP) – Racja Polskiej Lewicy, Demokratyczna Partia Lewicy, 2 członków: Stronnictwo Demokratyczne, po 1 członku: Polska Partia Socjalistyczna, Unia Lewicy III RP

|  | Nr listy | Komitet wyborczy           | Lider | Lider              | Hasła wyborcze | Liczba okręgów | Kandydaci na posłów | Kandydaci na senatorów |
|  | -------- | -------------------------- | ----- | ------------------ | -------------- | -------------- | ------------------- | ---------------------- |
|  | 19       | KWW Mniejszość Niemiecka** |       | Henryk Kroll       |                | 1              | 21                  | 3                      |
|  | 21       | Partia Kobiet              |       | Manuela Gretkowska |                | 7              | 109                 | 0                      |
|  | 22       | Samoobrona Patriotyczna    |       | Marian Frądczyk    |                | 1              | 23                  | 2                      |

** Jako komitet mniejszości narodowej zwolniony z obowiązku przekraczania progu wyborczego.
| Komitet wyborczy                                     | Lider            | Kandydaci na senatorów |
| ---------------------------------------------------- | ---------------- | ---------------------- |
| Unia Polityki Realnej                                | Wojciech Popiela | 14                     |
| KWW Prawicy Marka Jurka                              | Marek Jurek      | 10                     |
| Narodowe Odrodzenie Polski                           | Adam Gmurczyk    | 4                      |
| Konfederacja Polski Niepodległej – Obóz Patriotyczny | Adam Słomka      | 2                      |
| Nowa Wizja Polski                                    | Marek Szambelan  | 2                      |
| Przymierze dla Polski                                | Gabriel Janowski | 2                      |
| Komitety z zarejestrowanym jednym kandydatem*        |                  | 15                     |

*W tym partie: Obrona Narodu Polskiego, Zieloni 2004.

## Obwody głosowania
| Obwody głosowania                                               | Obwody głosowania | Obwody głosowania |
| Typ obwodu                                                      | Liczba obwodów    | Dla inwalidów     |
| --------------------------------------------------------------- | ----------------- | ----------------- |
| Powszechny                                                      | 23 900            | 5 124             |
| Szpital                                                         | 737               | 203               |
| Zakład karny                                                    | 98                | 0                 |
| Areszt śledczy                                                  | 76                | 2                 |
| Zakład pomocy społecznej                                        | 444               | 151               |
| Oddział zewnętrzny zakładu karnego i aresztu śledczego          | 9                 | 0                 |
| Obwód głosowania dla obywateli Polski przebywających za granicą | 206               | 0                 |
| Razem                                                           | 25 470            | 5 480             |

## Okręgi wyborcze
Wykaz okręgów wyborczych w wyborach do Sejmu i Senatu.
| Numer okręgu w wyborach do Sejmu | Numer okręgu w wyborach do Senatu | Siedziba okręgowej komisji wyborczej | Liczba mandatów poselskich do obsadzenia | Liczba mandatów senatorskich do obsadzenia | Liczba mieszkańców przypadających na jeden mandat poselski (średnio: 82 312) | Liczba osób uprawnionych do głosowania przypadających na jeden mandat poselski (średnio: 66 555) | Liczba wydanych w wyborach 2007 kart do głosowania przypadających na jeden mandat poselski (średnio: 35 859) |
| -------------------------------- | --------------------------------- | ------------------------------------ | ---------------------------------------- | ------------------------------------------ | ---------------------------------------------------------------------------- | ------------------------------------------------------------------------------------------------ | --- |
| 1                                | 1                                 | Legnica                              | 12                                       | 3                                          | 83 213                                                                       | 67 181                                                                                           | 34 477 |
| 2                                | 2                                 | Wałbrzych                            | 8                                        | 2                                          | 86 367                                                                       | 70 962                                                                                           | 34 710 |
| 3                                | 3                                 | Wrocław                              | 14                                       | 3                                          | 83 408                                                                       | 69 400                                                                                           | 40 375 |
| 4                                | 4                                 | Bydgoszcz                            | 12                                       | 2                                          | 83 995                                                                       | 67 236                                                                                           | 35 811 |
| 5                                | 5                                 | Toruń                                | 13                                       | 3                                          | 80 830                                                                       | 64 187                                                                                           | 30 893 |
| 6                                | 6                                 | Lublin                               | 15                                       | 3                                          | 80 341                                                                       | 64 304                                                                                           | 34 114 |
| 7                                | 7                                 | Chełm                                | 12                                       | 3                                          | 81 598                                                                       | 64 887                                                                                           | 29 997 |
| 8                                | 8                                 | Zielona Góra                         | 12                                       | 3                                          | 83 820                                                                       | 66 791                                                                                           | 33 613 |
| 9                                | 9                                 | Łódź                                 | 10                                       | 2                                          | 81 566                                                                       | 69 378                                                                                           | 42 999 |
| 10                               | 10                                | Piotrków Trybunalski                 | 9                                        | 2                                          | 82 549                                                                       | 65 577                                                                                           | 33 220 |
| 11                               | 11                                | Sieradz                              | 12                                       | 3                                          | 81 787                                                                       | 66 009                                                                                           | 32 647 |
| 12                               | –                                 | Chrzanów                             | 8                                        | –                                          | 79 839                                                                       | 62 715                                                                                           | 34 324 |
| 13                               | 12                                | Kraków                               | 13                                       | 4                                          | 85 786                                                                       | 71 525                                                                                           | 43 900 |
| 14                               | 13                                | Nowy Sącz                            | 9                                        | 2                                          | 85 991                                                                       | 64 903                                                                                           | 33 925 |
| 15                               | 14                                | Tarnów                               | 9                                        | 2                                          | 79 140                                                                       | 61 438                                                                                           | 32 110 |
| 16                               | 15                                | Płock                                | 10                                       | 2                                          | 84 838                                                                       | 66 841                                                                                           | 31 446 |
| 17                               | 16                                | Radom                                | 9                                        | 2                                          | 81 109                                                                       | 63 979                                                                                           | 32 349 |
| 18                               | 17                                | Siedlce                              | 12                                       | 3                                          | 80 020                                                                       | 62 237                                                                                           | 31 437 |
| 19                               | 18                                | Warszawa                             | 19                                       | 4                                          | 83 642                                                                       | 82 476                                                                                           | 61 055 |
| 20                               | 19                                | Warszawa                             | 11                                       | 2                                          | 85 373                                                                       | 68 784                                                                                           | 42 527 |
| 21                               | 20                                | Opole                                | 13                                       | 3                                          | 78 320                                                                       | 63 916                                                                                           | 29 102 |
| 22                               | 21                                | Krosno                               | 11                                       | 2                                          | 81 096                                                                       | 63 421                                                                                           | 30 770 |
| 23                               | 22                                | Rzeszów                              | 15                                       | 3                                          | 81 861                                                                       | 63 782                                                                                           | 33 469 |
| 24                               | 23                                | Białystok                            | 15                                       | 3                                          | 79 943                                                                       | 63 415                                                                                           | 31 394 |
| 25                               | 24                                | Gdańsk                               | 12                                       | 3                                          | 84 989                                                                       | 68 645                                                                                           | 40 049 |
| 26                               | 25                                | Gdynia                               | 14                                       | 3                                          | 83 118                                                                       | 64 763                                                                                           | 36 755 |
| 27                               | 26                                | Bielsko-Biała                        | 9                                        | 2                                          | 83 411                                                                       | 66 529                                                                                           | 39 148 |
| 28                               | 27                                | Częstochowa                          | 7                                        | 2                                          | 86 243                                                                       | 70 521                                                                                           | 37 335 |
| 29                               | 28                                | Gliwice                              | 10                                       | 2                                          | 79 920                                                                       | 65 941                                                                                           | 33 607 |
| 30                               | 29                                | Rybnik                               | 9                                        | 2                                          | 80 387                                                                       | 64 817                                                                                           | 34 357 |
| 31                               | 30                                | Katowice                             | 12                                       | 3                                          | 83 556                                                                       | 68 858                                                                                           | 39 558 |
| 32                               | 31                                | Sosnowiec                            | 9                                        | 2                                          | 79 370                                                                       | 66 684                                                                                           | 36 854 |
| 33                               | 32                                | Kielce                               | 16                                       | 3                                          | 81 376                                                                       | 65 224                                                                                           | 30 947 |
| 34                               | 33                                | Elbląg                               | 8                                        | 2                                          | 80 809                                                                       | 63 105                                                                                           | 29 591 |
| 35                               | 34                                | Olsztyn                              | 10                                       | 2                                          | 79 820                                                                       | 62 823                                                                                           | 30 720 |
| 36                               | 35                                | Kalisz                               | 12                                       | 3                                          | 83 148                                                                       | 65 216                                                                                           | 33 202 |
| 37                               | 36                                | Konin                                | 9                                        | 2                                          | 85 753                                                                       | 67 159                                                                                           | 34 100 |
| 38                               | 37                                | Piła                                 | 9                                        | 2                                          | 85 284                                                                       | 66 249                                                                                           | 34 306 |
| 39                               | 38                                | Poznań                               | 10                                       | 2                                          | 82 307                                                                       | 68 195                                                                                           | 45 472 |
| 40                               | 39                                | Koszalin                             | 8                                        | 2                                          | 80 960                                                                       | 64 582                                                                                           | 31 742 |
| 41                               | 40                                | Szczecin                             | 13                                       | 2                                          | 79 553                                                                       | 64 429                                                                                           | 34 486 |

## Listy wyborcze w poszczególnych okręgach oraz ich liderzy
Poniższe zestawienie zostało opracowane na podstawie danych z serwisu informacyjnego PKW
| Okręg | PPP                             | LPR                  | PiS                      | PO                    | PSL                     | Samoobrona RP                     | LiD                     | Partia Kobiet                 |
| ----- | ------------------------------- | -------------------- | ------------------------ | --------------------- | ----------------------- | --------------------------------- | ----------------------- | ----------------------------- |
| Okręg |                                 |                      |                          |                       |                         |                                   |                         |                               |
| 1     | Grzegorz Momot                  | Piotr Ślusarczyk     | Adam Lipiński            | Grzegorz Schetyna     | Zofia Rak               | Czesław Litwin                    | Jerzy Szmajdziński      | –                             |
| 2     | Daniel Kurzydlak                | Rafał Borutko        | Waldemar Wiązowski       | Zbigniew Chlebowski   | Ryszard Niebieszczański | Grzegorz Kołacz                   | Jan Lityński            | –                             |
| 3     | Ewa Groszewska                  | Janusz Dobrosz       | Kazimierz Ujazdowski     | Bogdan Zdrojewski     | Tadeusz Drab            | Jerzy Żyszkiewicz                 | Janusz Krasoń           | –                             |
| 4     | Grzegorz Kulczycki              | Witold Hatka         | Wojciech Mojzesowicz     | Radosław Sikorski     | Eugeniusz Kłopotek      | Sebastian Filipek-Kaźmierczak     | Janusz Zemke            | –                             |
| 5     | Krzysztof Pieściński            | Anna Raźny           | Łukasz Zbonikowski       | Antoni Mężydło        | Ewa Kierzkowska         | Lech Kuropatwiński                | Marian Filar            | –                             |
| 6     | Ewa Izdebska                    | Roman Giertych       | Elżbieta Kruk            | Janusz Palikot        | Edward Wojtas           | Bolesław Borysiuk                 | Grzegorz Kurczuk        | Barbara Smoczyńska            |
| 7     | Krzysztof Kruk                  | Wojciech Wierzejski  | Tomasz Dudziński         | Stanisław Żmijan      | Franciszek Stefaniuk    | Zofia Grabczan                    | Jan Byra                | –                             |
| 8     | Andrzej Chyłek                  | Krzysztof Bosak      | Marek Ast                | Stefan Niesiołowski   | Józef Zych              | Waldemar Starosta                 | Jan Kochanowski         | –                             |
| 9     | Paweł Wielechowski              | Mirosław Orzechowski | Joanna Kluzik-Rostkowska | Mirosław Drzewiecki   | Henryk Siemiński        | Leszek Miller                     | Wojciech Olejniczak     | Monika Kamieńska              |
| 10    | Ryszard Brzuzy                  | Arnold Masin         | Antoni Macierewicz       | Elżbieta Radziszewska | Stanisław Witaszczyk    | Krzysztof Sikora                  | Artur Ostrowski         | –                             |
| 11    | Jacek Zdrojewski                | Daniel Pawłowiec     | Paweł Zalewski           | Andrzej Biernat       | Stanisław Olas          | Grażyna Tyszko                    | Anita Błochowiak        | Wiesława Rejment-Zajączkowska |
| 12    | Agnieszka Michałek-Śmieszkowicz | Leszek Murzyn        | Paweł Kowal              | Paweł Graś            | Józef Kała              | Janusz Bargieł                    | Stanisław Rydzoń        | –                             |
| 13    | Stanisław Ziobro                | Stanisław Żółtek     | Zbigniew Ziobro          | Jarosław Gowin        | Grażyna Leja            | Leszek Wroński                    | Jan Widacki             | Małgorzata Bednarczyk         |
| 14    | Paweł Dziadkowiec               | Stanisław Rakoczy    | Arkadiusz Mularczyk      | Andrzej Czerwiński    | Bronisław Dutka         | Elżbieta Wiśniowska               | Kazimierz Sas           | –                             |
| 15    | Katarzyna Ziobro                | Wojciech Bosak       | Barbara Marianowska      | Aleksander Grad       | Wiesław Woda            | Jerzy Zawisza                     | Brygida Kuźniak         | –                             |
| 16    | Jarosław Augustyniak            | Paweł Sulowski       | Wojciech Jasiński        | Julia Pitera          | Waldemar Pawlak         | Lech Szymańczyk                   | Jolanta Szymanek-Deresz | –                             |
| 17    | Janusz Anioł                    | Witold Bałażak       | Marek Suski              | Ewa Kopacz            | Bożenna Pacholczak      | Wanda Łyżwińska                   | Marek Wikiński          | –                             |
| 18    | Alfred Oleksy                   | Szymon Pawłowski     | Elżbieta Jakubiak        | Czesław Mroczek       | Jarosław Kalinowski     | Krzysztof Filipek                 | Stanisława Prządka      | –                             |
| 19    | Waldemar Borowski               | Wojciech Popiela     | Jarosław Kaczyński       | Donald Tusk           | Łukasz Foltyn           | Piotr Ikonowicz                   | Marek Borowski          | Manuela Gretkowska            |
| 20    | Dariusz Waniek                  | Artur Zawisza        | Ludwik Dorn              | Bronisław Komorowski  | Janusz Piechociński     | Krystyna Górniak                  | Marek Balicki           | –                             |
| 21    | Henryka Borowska                | Marek Kawa           | Lena Dąbkowska-Cichocka  | Leszek Korzeniowski   | Stanisław Rakoczy       | Sandra Lewandowska                | Tomasz Garbowski        | –                             |
| 22    | Ryszard Zając                   | Janusz Kołodziej     | Marek Kuchciński         | Elżbieta Łukacijewska | Mieczysław Kasprzak     | Janusz Maksymiuk                  | Wojciech Pomajda        | –                             |
| 23    | Jerzy Wróbel                    | Dariusz Kłeczek      | Grażyna Gęsicka          | Zbigniew Rynasiewicz  | Jan Bury                | Zygmunt Wrzodak                   | Tomasz Kamiński         | –                             |
| 24    | Kazimierz Lubowicki             | Andrzej Fedorowicz   | Krzysztof Putra          | Robert Tyszkiewicz    | Jan Kamiński            | Genowefa Wiśniowska               | Jarosław Matwiejuk      | Aneta Laskowska               |
| 25    | Jarosław Gwiazda                | Janusz Korwin-Mikke  | Maciej Płażyński         | Sławomir Nowak        | Stanisław Kochanowski   | Danuta Hojarska                   | Bogdan Lis              | –                             |
| 26    | Florian Nowicki                 | Robert Strąk         | Jolanta Szczypińska      | Marek Biernacki       | Stanisława Bujanowicz   | Lech Woszczerowicz                | Joanna Senyszyn         | –                             |
| 27    | Iwona Małysz                    | Władysław Motyka     | Stanisław Szwed          | Tomasz Tomczykiewicz  | Marian Ormaniec         | Dariusz Kozak                     | Bożena Kotkowska        | –                             |
| 28    | Henryk Wrona                    | Włodzimierz Skalik   | Szymon Giżyński          | Halina Rozpondek      | Krzysztof Smela         | Andrzej Grzesik                   | Krzysztof Matyjaszczyk  | –                             |
| 29    | Stanisław Moric                 | Sławomir Sławski     | Zbigniew Religa          | Andrzej Gałażewski    | Zygmunt Wilk            | Rafał Gwóźdź                      | Wacław Martyniuk        | –                             |
| 30    | Jacek Piecha                    | Czesław Starosta     | Bolesław Piecha          | Henryk Siedlaczek     | Piotr Zienc             | Kornel Pająk                      | Tadeusz Motowidło       | –                             |
| 31    | Krzysztof Uszok                 | Piotr Spyra          | Jerzy Polaczek           | Kazimierz Kutz        | Leszek Piotrowski       | Marzena Dolniak                   | Andrzej Celiński        | –                             |
| 32    | Bogusław Ziętek                 | Grzegorz Jaszczura   | Ewa Malik                | Grzegorz Dolniak      | Stanisław Dąbrowa       | Damian Grzegorzewski              | Witold Klepacz          | –                             |
| 33    | Mariusz Olszewski               | Radosław Parda       | Przemysław Gosiewski     | Konstanty Miodowicz   | Mirosław Pawlak         | Małgorzata Olejnik                | Sławomir Kopyciński     | Grażyna Grządziel             |
| 34    | Martyna Skibniewska             | Sławomir Pszenny     | Leonard Krasulski        | Krzysztof Lisek       | Stanisław Żelichowski   | Renata Rochnowska                 | Władysław Mańkut        | –                             |
| 35    | Zbigniew Kowalski               | Edward Ośko          | Aleksander Szczygło      | Sławomir Rybicki      | Adam Krzyśków           | Mieczysław Aszkiełowicz           | Tadeusz Iwiński         | –                             |
| 36    | Marcin Idziaszek                | Dawid Rubiński       | Jan Dziedziczak          | Rafał Grupiński       | Andrzej Grzyb           | Mirosław Adamczak                 | Leszek Aleksandrzak     | –                             |
| 37    | Leszek Ziobro                   | Andrzej Krzyżański   | Witold Czarnecki         | Tomasz Nowak          | Eugeniusz Grzeszczak    | Andrzej Aumiller                  | Tadeusz Tomaszewski     | –                             |
| 38    | Ryszard Stokłosa                | Bartosz Rzeźniczak   | Maks Kraczkowski         | Adam Szejnfeld        | Stanisław Kalemba       | Renata Beger                      | Romuald Ajchler         | –                             |
| 39    | Piotr Polko                     | Grzegorz Grocki      | Zyta Gilowska            | Waldy Dzikowski       | Jerzy Smorawiński       | Tadeusz Jarmołowicz-Chwiedorowicz | Tomasz Lewandowski      | –                             |
| 40    | Piotr Musiał                    | Andrzej Turczyn      | Czesław Hoc              | Stanisław Gawłowski   | Stanisław Dycha         | Andrzej Lepper                    | Stanisław Wziątek       | –                             |
| 41    | Janina Skowrońska               | Rafał Wiechecki      | Joachim Brudziński       | Sławomir Nitras       | Kazimierz Ziemba        | Mateusz Piskorski                 | Grzegorz Napieralski    | –                             |

| Okręg wyborczy | Nazwa Komitetu | Nazwa Komitetu           | Numer 1 na liście |
| -------------- | -------------- | ------------------------ | ----------------- |
| 6 Lublin       |                | Samoobrona Patriotyczna  | Ryszard Jarznicki |
| 21 Opole       |                | KWW Mniejszość Niemiecka | Henryk Kroll      |

## Wyniki
Państwowa Komisja Wyborcza ogłosiła w Dzienniku Ustaw w formie obwieszczenia oraz podała do wiadomości publicznej wyniki wyborów do Sejmu i do Senatu. W obwieszczeniu zamieszczone zostały podstawowe informacje zawarte w protokołach wyborów posłów w okręgach wyborczych.

### Wyniki wyborów do Sejmu RP
| Komitet wyborczy | Komitet wyborczy                      | Głosy      | Głosy  | Głosy | Mandaty | Mandaty | Mandaty |
| Komitet wyborczy | Komitet wyborczy                      | Liczba     | %      | +/−   | Liczba  | +/−     | %       |
| ---------------- | ------------------------------------- | ---------- | ------ | ----- | ------- | ------- | ------- |
|                  | Platforma Obywatelska RP              | 6 701 010  | 41,51  | 17,37 | 209     | 76      | 45,43   |
|                  | Prawo i Sprawiedliwość                | 5 183 477  | 32,11  | 5,12  | 166     | 11      | 36,09   |
|                  | KKW Lewica i Demokraci SLD+SDPL+PD+UP | 2 122 981  | 13,15  | 4,50  | 53      | 2       | 11,52   |
|                  | Polskie Stronnictwo Ludowe            | 1 437 638  | 8,91   | 1,95  | 31      | 6       | 6,74    |
|                  | KWW Mniejszość Niemiecka              | 32 462     | 0,20   | 0,09  | 1       | 1       | 0,22    |
|                  |                                       |            |        |       |         |         |         |
|                  | Samoobrona Rzeczpospolitej Polskiej   | 247 335    | 1,53   | 9,88  | –       | 56      | –       |
|                  | Liga Polskich Rodzin                  | 209 171    | 1,30   | 6,67  | –       | 34      | –       |
|                  | Polska Partia Pracy                   | 160 476    | 0,99   | 0,22  | –       | –       | –       |
|                  | Partia Kobiet                         | 45 121     | 0,28   | –     | –       | –       | –       |
|                  | Samoobrona Patriotyczna               | 2 531      | 0,02   | –     | –       | –       | –       |
|                  |                                       |            |        |       |         |         |         |
| Ogółem           | Ogółem                                | 16 142 202 | 100,00 | –     | 460     | –       | 100,00  |
| Głosy nieważne   | Głosy nieważne                        | 335 532    | 2,04   | 1,56  |         |         |         |
| Frekwencja       | Frekwencja                            | 16 477 734 | 53,88  | 13,31 |         |         |         |

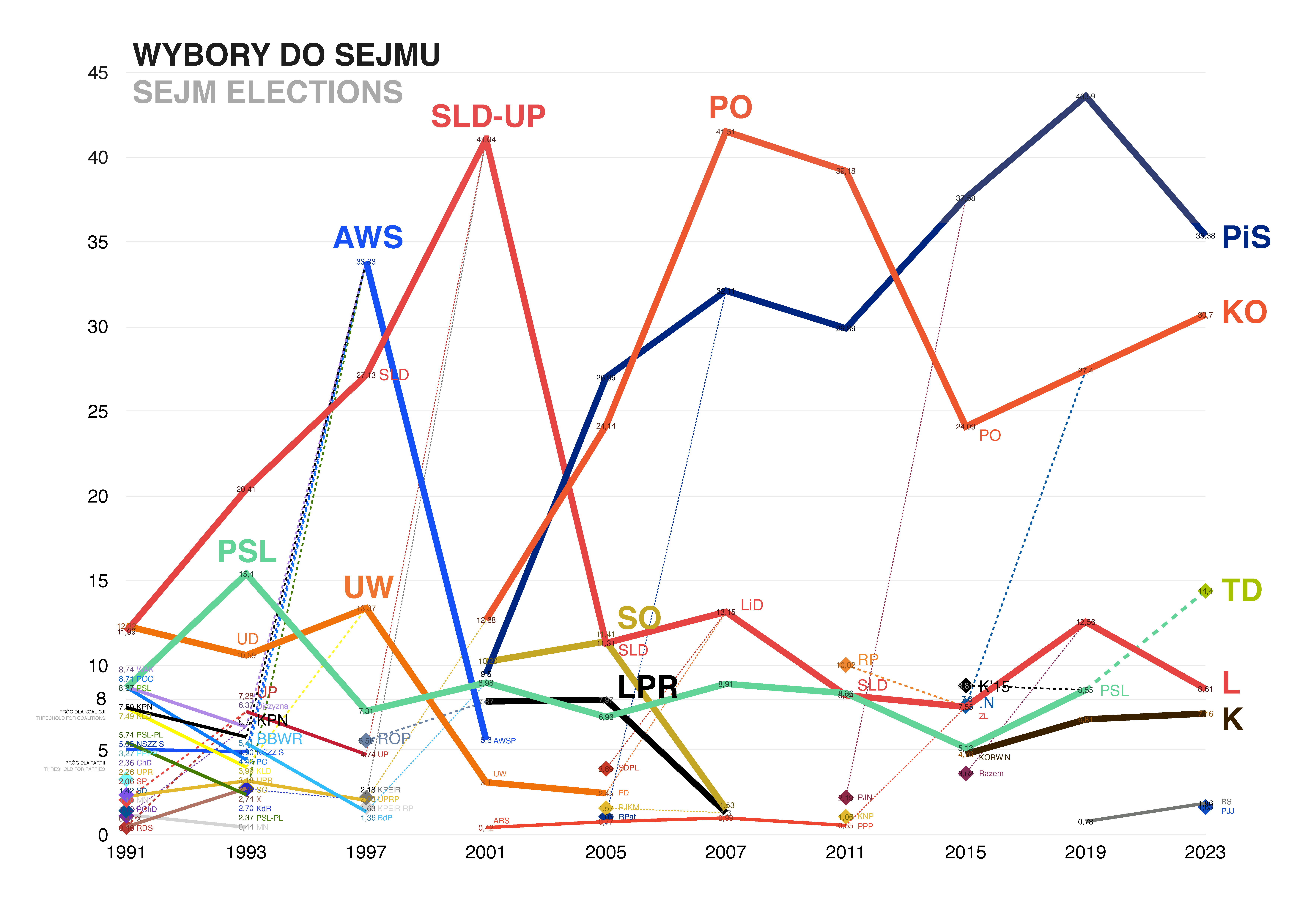
Wyniki wyborów do Sejmu 1991–2023

Zwycięzcy w poszczególnych okręgach w wyborach do Sejmu RP

Podział mandatów i rozkład procentowy poparcia w wyniku wyborów z uwzględnieniem podziału na późniejszą koalicję rządzącą w kolejności: ugrupowania rządowe, opozycja parlamentarna i pozaparlamentarna (komitety, które nie przekroczyły 1% poparcia w skali kraju potraktowano zbiorczo):
|     |     |     |     |  |
| ↓   |     |     |     |  |
| 209 | 31  | 166 | 53  |  |
| PO  | PSL | PiS | LiD |  |

|    |     |     |     |  |  |  |
| ↓  |     |     |     |  |  |  |
| PO | PSL | PiS | LiD |  |  |  |

Rozkład mandatów

#### Wyniki głosowania w skali okręgów[61]
Wszystkie dane wyrażono w procentach.
| Okręg  | Nazwa                |       |       |       |       |      |      |      |      |      | Frekwencja |
| Okręg  | Nazwa                | PO    | PiS   | LiD   | PSL   | SRP  | LPR  | PPP  | MN   | Inni | Frekwencja |
| ------ | -------------------- | ----- | ----- | ----- | ----- | ---- | ---- | ---- | ---- | ---- | ---------- |
| 1      | Legnica              | 42,97 | 28,96 | 17,89 | 6,60  | 1,49 | 1,12 | 0,97 | –    | –    | 51,32      |
| 2      | Wałbrzych            | 46,39 | 26,23 | 15,73 | 7,76  | 1,59 | 1,04 | 1,25 | –    | –    | 48,91      |
| 3      | Wrocław              | 53,20 | 28,40 | 10,39 | 4,84  | 1,12 | 1,20 | 0,84 | –    | –    | 58,18      |
| 4      | Bydgoszcz            | 44,09 | 24,21 | 19,01 | 8,71  | 1,71 | 1,07 | 1,20 | –    | –    | 53,26      |
| 5      | Toruń                | 39,27 | 26,75 | 18,34 | 11,36 | 2,34 | 0,88 | 1,07 | –    | –    | 48,13      |
| 6      | Lublin               | 29,47 | 41,52 | 10,50 | 12,55 | 1,76 | 1,91 | 0,78 | –    | 1,49 | 53,05      |
| 7      | Chełm                | 24,09 | 39,51 | 10,50 | 19,38 | 3,30 | 2,10 | 1,12 | –    | –    | 46,23      |
| 8      | Zielona Góra         | 47,06 | 22,47 | 17,64 | 8,39  | 1,69 | 1,44 | 1,32 | –    | –    | 50,35      |
| 9      | Łódź                 | 45,68 | 27,85 | 17,77 | 3,64  | 1,45 | 1,13 | 0,76 | –    | 1,72 | 61,98      |
| 10     | Piotrków Trybunalski | 27,92 | 41,42 | 12,35 | 13,66 | 2,27 | 1,26 | 1,11 | –    | –    | 50,66      |
| 11     | Sieradz              | 30,46 | 35,14 | 14,03 | 14,05 | 2,71 | 1,22 | 0,92 | –    | 1,46 | 49,46      |
| 12     | Chrzanów             | 36,43 | 40,40 | 10,70 | 9,01  | 0,97 | 1,52 | 0,98 | –    | –    | 54,73      |
| 13     | Kraków               | 47,35 | 34,43 | 9,67  | 4,18  | 0,62 | 1,22 | 1,67 | –    | 0,86 | 61,38      |
| 14     | Nowy Sącz            | 28,76 | 51,35 | 6,40  | 10,28 | 1,23 | 1,32 | 0,67 | –    | –    | 52,27      |
| 15     | Tarnów               | 32,22 | 45,64 | 7,33  | 11,23 | 1,15 | 1,56 | 0,87 | –    | –    | 52,26      |
| 16     | Płock                | 29,54 | 35,58 | 11,25 | 19,82 | 1,93 | 0,99 | 0,88 | –    | –    | 47,05      |
| 17     | Radom                | 28,24 | 42,72 | 8,94  | 15,02 | 2,66 | 1,49 | 0,93 | –    | –    | 50,56      |
| 18     | Siedlce              | 24,83 | 42,93 | 8,36  | 18,96 | 2,36 | 1,78 | 0,77 | –    | –    | 50,51      |
| 19     | Warszawa I           | 54,01 | 27,66 | 12,66 | 2,33  | 0,40 | 1,24 | 0,48 | –    | 1,22 | 74,03      |
| 20     | Warszawa II          | 45,17 | 35,63 | 7,93  | 8,26  | 0,79 | 1,41 | 0,81 | –    | –    | 61,83      |
| 21     | Opole                | 46,58 | 22,87 | 11,19 | 6,62  | 1,74 | 1,28 | 0,91 | 8,81 | –    | 45,53      |
| 22     | Krosno               | 29,30 | 44,19 | 9,21  | 12,96 | 1,81 | 1,49 | 1,05 | –    | –    | 48,52      |
| 23     | Rzeszów              | 27,81 | 48,43 | 8,78  | 11,16 | 1,09 | 1,84 | 0,89 | –    | –    | 52,47      |
| 24     | Białystok            | 32,36 | 38,81 | 14,72 | 9,14  | 2,02 | 1,44 | 0,61 | –    | 0,90 | 49,50      |
| 25     | Gdańsk               | 54,62 | 27,08 | 10,59 | 4,38  | 1,19 | 1,34 | 0,81 | –    | –    | 58,34      |
| 26     | Gdynia               | 51,03 | 26,55 | 12,45 | 6,12  | 1,56 | 1,37 | 0,93 | –    | –    | 56,80      |
| 27     | Bielsko-Biała        | 41,76 | 35,41 | 12,81 | 6,62  | 0,91 | 1,14 | 1,34 | –    | –    | 58,84      |
| 28     | Częstochowa          | 40,12 | 30,88 | 14,76 | 9,79  | 1,53 | 1,55 | 1,36 | –    | –    | 52,94      |
| 29     | Gliwice              | 49,69 | 29,62 | 13,26 | 4,63  | 0,82 | 0,97 | 1,01 | –    | –    | 50,96      |
| 30     | Rybnik               | 44,55 | 36,23 | 11,99 | 3,98  | 0,95 | 1,01 | 1,29 | –    | –    | 53,01      |
| 31     | Katowice             | 49,74 | 31,52 | 12,26 | 3,31  | 0,59 | 0,97 | 1,62 | –    | –    | 57,45      |
| 32     | Sosnowiec            | 44,75 | 24,98 | 21,61 | 5,03  | 0,93 | 1,16 | 1,56 | –    | –    | 55,27      |
| 33     | Kielce               | 27,94 | 39,07 | 13,81 | 14,72 | 1,63 | 0,98 | 0,94 | –    | 0,90 | 47,45      |
| 34     | Elbląg               | 43,34 | 24,26 | 15,43 | 11,42 | 3,00 | 1,40 | 1,14 | –    | –    | 46,89      |
| 35     | Olsztyn              | 45,25 | 24,15 | 14,07 | 12,61 | 1,70 | 1,30 | 0,92 | –    | –    | 48,90      |
| 36     | Kalisz               | 38,59 | 26,48 | 16,89 | 13,40 | 2,19 | 1,25 | 1,20 | –    | –    | 50,91      |
| 37     | Konin                | 34,18 | 29,24 | 17,44 | 13,83 | 2,36 | 1,38 | 1,58 | –    | –    | 50,78      |
| 38     | Piła                 | 41,88 | 21,73 | 19,75 | 12,63 | 2,13 | 0,97 | 0,92 | –    | –    | 51,78      |
| 39     | Poznań               | 58,60 | 21,04 | 12,63 | 5,45  | 0,60 | 0,99 | 0,68 | –    | –    | 66,68      |
| 40     | Koszalin             | 45,88 | 21,57 | 17,58 | 8,58  | 4,24 | 1,04 | 1,12 | –    | –    | 49,15      |
| 41     | Szczecin             | 48,96 | 24,05 | 17,00 | 6,12  | 1,63 | 1,33 | 0,92 | –    | –    | 53,53      |
| Polska | Polska               | 41,51 | 32,11 | 13,15 | 8,91  | 1,53 | 1,30 | 0,99 | 0,20 | 0,30 | 53,88      |

#### Podział mandatów w skali okręgów
| Okręg  | Nazwa                |     |     |     |     |    | Łącznie |
| Okręg  | Nazwa                | PO  | PiS | LiD | PSL | MN | Łącznie |
| ------ | -------------------- | --- | --- | --- | --- | -- | ------- |
| 1      | Legnica              | 6   | 4   | 2   | –   | –  | 12      |
| 2      | Wałbrzych            | 5   | 2   | 1   | –   | –  | 8       |
| 3      | Wrocław              | 9   | 4   | 1   | –   | –  | 14      |
| 4      | Bydgoszcz            | 6   | 3   | 2   | 1   | –  | 12      |
| 5      | Toruń                | 6   | 4   | 2   | 1   | –  | 13      |
| 6      | Lublin               | 5   | 7   | 1   | 2   | –  | 15      |
| 7      | Chełm                | 3   | 6   | 1   | 2   | –  | 12      |
| 8      | Zielona Góra         | 6   | 3   | 2   | 1   | –  | 12      |
| 9      | Łódź                 | 5   | 3   | 2   | –   | –  | 10      |
| 10     | Piotrków Trybunalski | 3   | 4   | 1   | 1   | –  | 9       |
| 11     | Sieradz              | 4   | 5   | 1   | 2   | –  | 12      |
| 12     | Chrzanów             | 3   | 4   | 1   | –   | –  | 8       |
| 13     | Kraków               | 7   | 5   | 1   | –   | –  | 13      |
| 14     | Nowy Sącz            | 3   | 5   | –   | 1   | –  | 9       |
| 15     | Tarnów               | 3   | 5   | –   | 1   | –  | 9       |
| 16     | Płock                | 3   | 4   | 1   | 2   | –  | 10      |
| 17     | Radom                | 3   | 4   | 1   | 1   | –  | 9       |
| 18     | Siedlce              | 3   | 6   | 1   | 2   | –  | 12      |
| 19     | Warszawa I           | 11  | 6   | 2   | –   | –  | 19      |
| 20     | Warszawa II          | 5   | 4   | 1   | 1   | –  | 11      |
| 21     | Opole                | 7   | 3   | 1   | 1   | 1  | 13      |
| 22     | Krosno               | 3   | 6   | 1   | 1   | –  | 11      |
| 23     | Rzeszów              | 4   | 8   | 1   | 2   | –  | 15      |
| 24     | Białystok            | 5   | 7   | 2   | 1   | –  | 15      |
| 25     | Gdańsk               | 8   | 3   | 1   | –   | –  | 12      |
| 26     | Gdynia               | 8   | 4   | 2   | –   | –  | 14      |
| 27     | Bielsko-Biała        | 4   | 4   | 1   | –   | –  | 9       |
| 28     | Częstochowa          | 3   | 3   | 1   | –   | –  | 7       |
| 29     | Gliwice              | 6   | 3   | 1   | –   | –  | 10      |
| 30     | Rybnik               | 4   | 4   | 1   | –   | –  | 9       |
| 31     | Katowice             | 7   | 4   | 1   | –   | –  | 12      |
| 32     | Sosnowiec            | 5   | 2   | 2   | –   | –  | 9       |
| 33     | Kielce               | 5   | 7   | 2   | 2   | –  | 16      |
| 34     | Elbląg               | 4   | 2   | 1   | 1   | –  | 8       |
| 35     | Olsztyn              | 5   | 3   | 1   | 1   | –  | 10      |
| 36     | Kalisz               | 5   | 3   | 2   | 2   | –  | 12      |
| 37     | Konin                | 3   | 3   | 2   | 1   | –  | 9       |
| 38     | Piła                 | 4   | 2   | 2   | 1   | –  | 9       |
| 39     | Poznań               | 7   | 2   | 1   | –   | –  | 10      |
| 40     | Koszalin             | 5   | 2   | 1   | –   | –  | 8       |
| 41     | Szczecin             | 8   | 3   | 2   | –   | –  | 13      |
| Polska | Polska               | 209 | 166 | 53  | 31  | 1  | 460     |

### Wyniki wyborów do Senatu RP

Zwycięzcy w poszczególnych okręgach w wyborach do Senatu RP

Rozkład mandatów

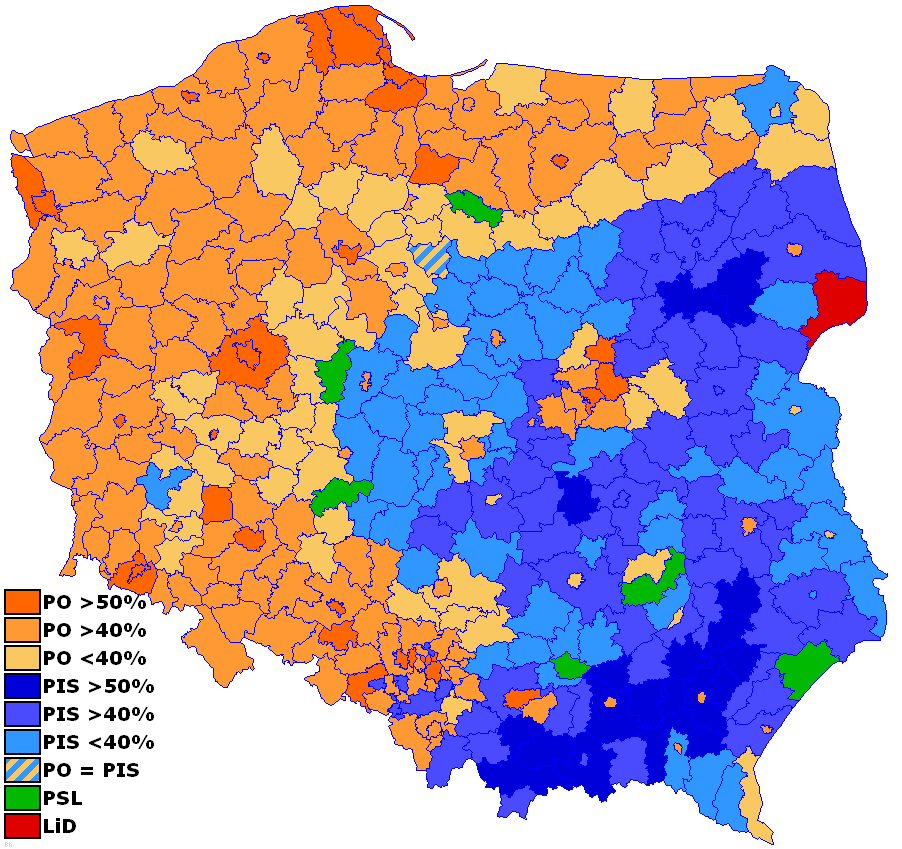
Wyniki wyborów w poszczególnych powiatach

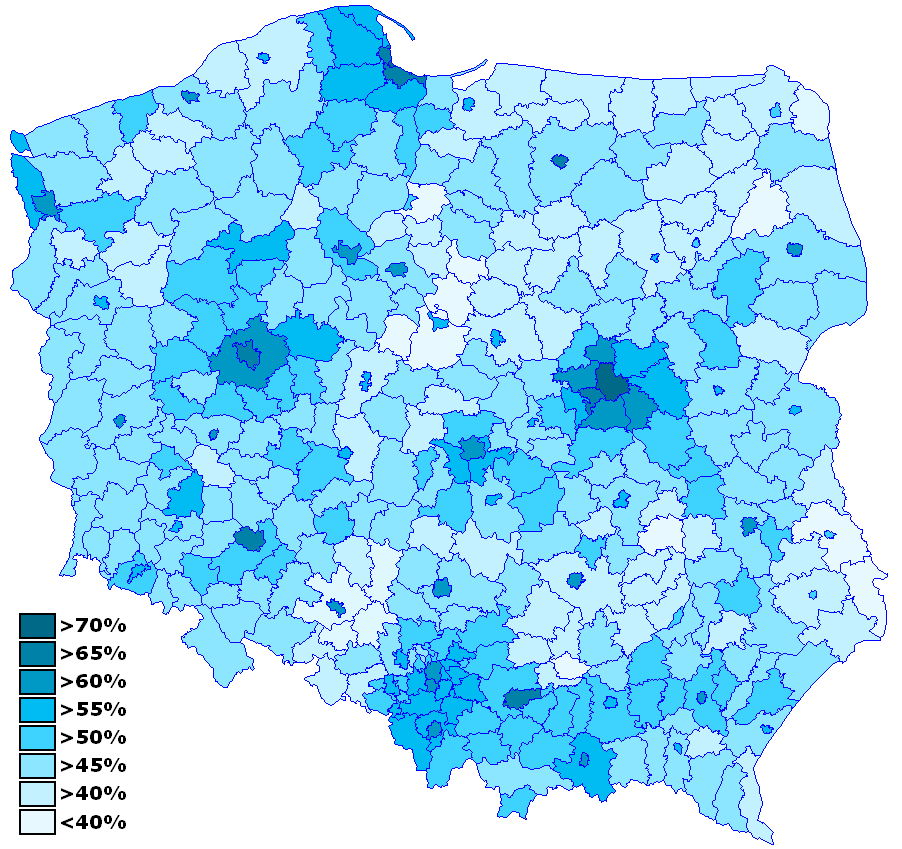
Frekwencja wyborcza w poszczególnych powiatach

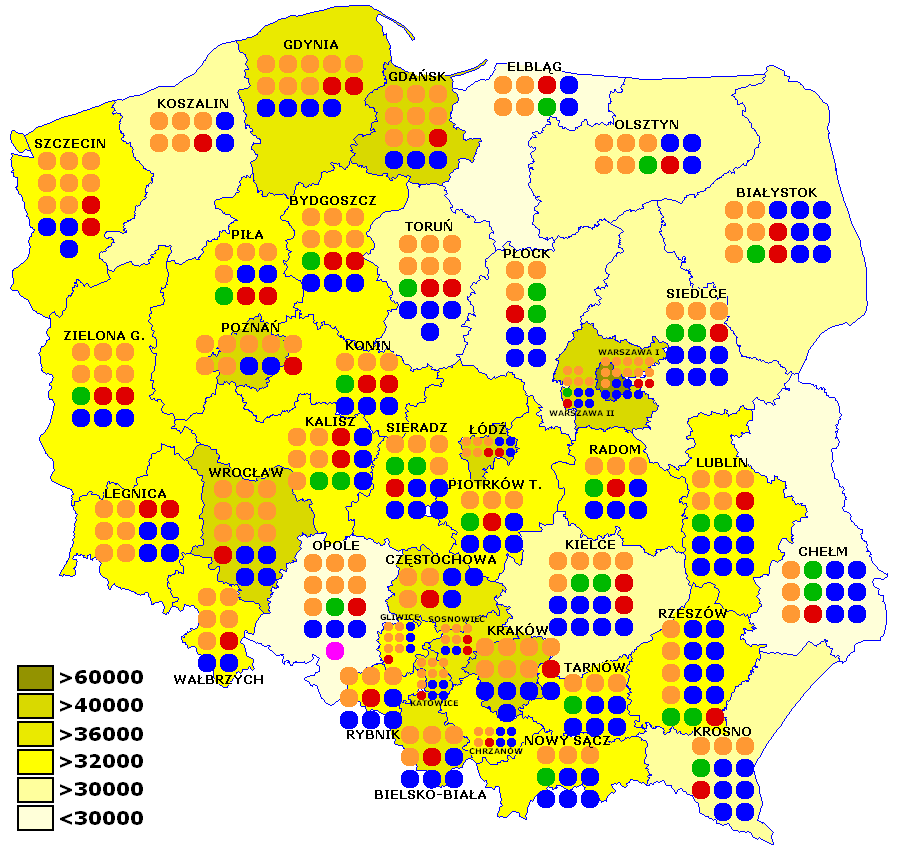
Liczba mandatów zdobytych przez partie w poszczególnych okręgach wyborczych:
PO
PiS
PSL
LiD
Mniejszość Niemiecka
Tło: liczba głosujących jaka przypadła na 1 mandat.

| Komitet wyborczy                     | Komitet wyborczy                      | Głosy      | Głosy  | Głosy | Mandaty | Mandaty |
| Komitet wyborczy                     | Komitet wyborczy                      | Liczba     | %      | +/−   | Liczba  | +/−     |
| ------------------------------------ | ------------------------------------- | ---------- | ------ | ----- | ------- | ------- |
|                                      | Platforma Obywatelska RP              | 12 734 742 | 39,14  | 22,26 | 60      | 26      |
|                                      | Prawo i Sprawiedliwość                | 10 208 412 | 31,38  | 10,62 | 39      | 10      |
|                                      | KWW Cimoszewicz do Senatu             | 175 839    | 0,54   | –     | 1       | –       |
|                                      | KKW Lewica i Demokraci SLD+SDPL+PD+UP | 4 751 281  | 14,60  | 3,48  | –       | –       |
|                                      | Polskie Stronnictwo Ludowe            | 2 863 883  | 8,80   | 2,95  | –       | 2       |
|                                      | Samoobrona Rzeczpospolitej Polskiej   | 345 427    | 1,06   | 7,28  | –       | 3       |
|                                      | Liga Polskich Rodzin                  | 293 289    | 0,90   | 11,47 | –       | 7       |
|                                      | KWW Mniejszość Niemiecka              | 104 533    | 0,32   | 0,05  | –       | –       |
|                                      | Samoobrona Patriotyczna               | 48 689     | 0,15   | –     | –       | –       |
| Pozostałe komitety wyborcze partii   | Pozostałe komitety wyborcze partii    | 349 220    | 1,07   | –     | –       | –       |
| Pozostałe komitety wyborcze wyborców | Pozostałe komitety wyborcze wyborców  | 660 341    | 2,03   | –     | –       | –       |
|                                      |                                       |            |        |       |         |         |
| Razem                                | Razem                                 | –          | 100,00 | –     | 100     | –       |
| Głosy ważne                          | Głosy ważne                           | 16 190 804 | 98,27  |       |         |         |
| Głosy nieważne                       | Głosy nieważne                        | 284 868    | 1,73   | 1,75  |         |         |
| Frekwencja                           | Frekwencja                            | 16 475 672 | 53,88  | 13,32 |         |         |

|    |     |   |
| ↓  |     |   |
| 60 | 39  | 1 |
| PO | PiS |   |

|    |     |     |     |  |  |  |
|    |     |     |     |  |  |  |
| PO | PSL | PiS | LiD |  |  |  |

     PO
     PiS
     PSL
     LiD
     Mniejszość Niemiecka

### Frekwencja
Zgodnie z oficjalnymi wynikami wyborów opublikowanymi przez PKW frekwencja wyborcza do godz. 10:30 wyniosła 8,36%, do godz. 16:30 38,22%, a finalnie osiągnęła 53,88%. Było to najwyższym wynikiem w polskich wyborach parlamentarnych po 1989 roku. W poprzednich wyborach parlamentarnych frekwencja była niższa o 13,31 punktów procentowych i wyniosła 40,57%.
Frekwencja w miastach wyniosła 58,8%, a na wsi 45,3%. We wszystkich miastach powyżej 250 000 mieszkańców frekwencja przekroczyła 60%.
Najwyższą frekwencję zanotowano w głosowaniu za granicą: 78,26%, a w Polsce – w gminie Michałowice (powiat pruszkowski): 73,67%. Niewiele niższa była frekwencja w Warszawie: 73,44% (w dzielnicy Ursynów: 79,74%).
Najniższą frekwencję zanotowano w gminie Maszewo (województwo lubuskie): 28,76%.

### Ważność wyborów
Sąd Najwyższy – Izba Pracy, Ubezpieczeń Społecznych i Spraw Publicznych po rozpatrzeniu protestów wyborczych uchwałą z 17 stycznia 2008 uznał wybory za ważne.

## Statystyki wyborów

### Statystyki kandydatów do Sejmu
| Statystyki kandydatów                  | Statystyki kandydatów | Statystyki kandydatów | Statystyki kandydatów |
|                                        | Ogółem                | Kobiety               | Mężczyźni             |
| -------------------------------------- | --------------------- | --------------------- | --------------------- |
| Liczba zarejestrowanych kandydatów     | 6187                  | 1428                  | 4759                  |
| Średnia wieku kandydatów               | 45                    | 43                    | 45                    |
| Wiek najmłodszego kandydata/kandydatki | 21                    | 21                    | 21                    |
| Wiek najstarszego kandydata/kandydatki | 83                    | 80                    | 83                    |

### Statystyki kandydatów do Senatu
| Statystyki kandydatów                  | Statystyki kandydatów | Statystyki kandydatów | Statystyki kandydatów |
|                                        | Ogółem                | Kobiety               | Mężczyźni             |
| -------------------------------------- | --------------------- | --------------------- | --------------------- |
| Liczba zarejestrowanych kandydatów     | 385                   | 46                    | 339                   |
| Średnia wieku kandydatów               | 52                    | 51                    | 52                    |
| Wiek najmłodszego kandydata/kandydatki | 30                    | 32                    | 30                    |
| Wiek najstarszego kandydata/kandydatki | 78                    | 78                    | 75                    |